# 巴達維族
巴達維族（印尼語：Orang Betawi，意為「巴達維亞人」），又稱巴達維人或巴達維亞人，是南島民族的一支，原居於雅加達市區及周邊地區，常被視為該城市的原住民族群。其祖先主要是17世紀起定居巴達維亞（雅加達的荷蘭殖民名稱）的各族群後裔。
「巴達維族」一詞於18世紀出現，是巴達維亞地區各族群融合的產物。

## 起源與歷史

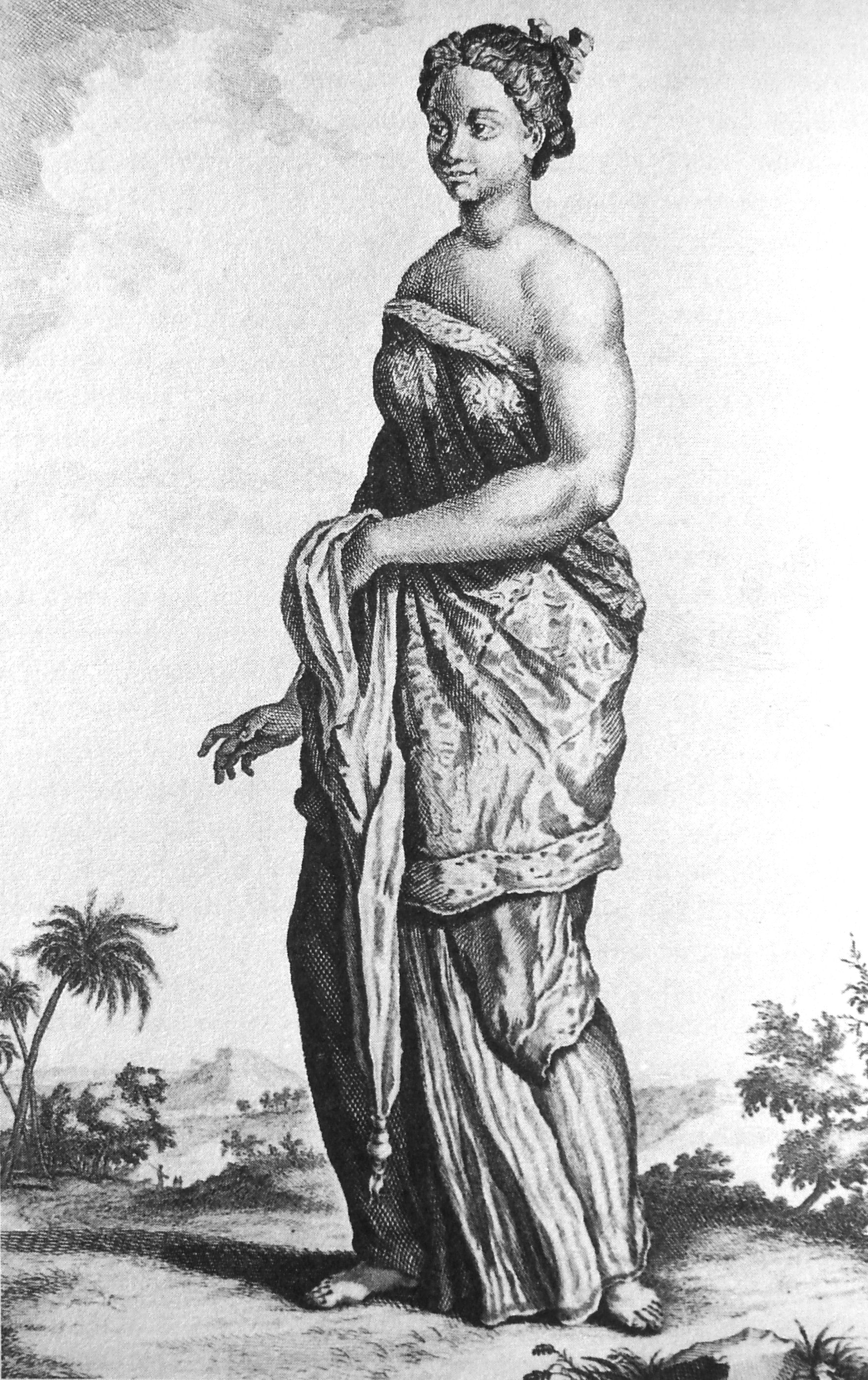
許多苦力與奴隸從爪哇以外地區被帶往巴達維亞

巴達維族是印尼最晚形成的族群之一，屬於克里奧爾民族，其祖先來自印尼各地及海外。19世紀前，巴達維族的自我認同尚未形成。「巴達維」名稱源自當地人對「巴達維亞」城市的稱呼，而該城名則來自古代日耳曼部落巴達維人。
17世紀，在驅逐原住民並燒毀查雅加達城後，荷蘭殖民當局開始重建巴達維亞城並重新遷入人口。為確保荷蘭東印度公司的貿易利益不受威脅，初期禁止與公司交戰的爪哇人、巽他人等族群進入市區及周邊地區（Ommelanden）。當荷蘭東印度公司放棄建立荷蘭殖民地的計劃後，當地人口結構形成以下層級：頂層的少數荷蘭行政官員、中層的忠誠的歐亞混血基督徒、下層的自由亞洲人，以及底層的大量奴隸。
早期人口組成包括：
- 荷蘭東印度公司輸入的奴隸：來自印度、孟加拉、斯里蘭卡、泰國、馬來西亞、菲律賓、非洲沿海地區及印尼各地
- 來自前葡萄牙定居點的自由基督徒
- 大批因福建戰亂逃往荷屬福爾摩沙的中國勞工
- 其他自由亞洲人
- 亞洲居民擁有的奴隸：來自峇里、望加錫、婆羅洲、布通島、帝汶、松巴哇、萬丹、蘇卡達納、井里汶、馬拉巴爾等地

與馬打蘭王國停戰後，爪哇人與巽他人也開始遷入。17世紀末，巴達維亞人口組成約為：荷蘭人7%、基督徒亞洲人及混血兒20%、華人10%、馬來人/爪哇人/峇里人12%、奴隸超過50%。最早遷入者包括從峇里島買來的峇里人奴隸和安汶人傭兵，隨後馬來人、巽他人、爪哇人、米南佳保人、布吉人、望加錫人等族群相繼遷入，還包含印歐混血人、馬迪克爾人、葡萄牙人、荷蘭人、阿拉伯人、華人和印度人等外來及混血族群。
17-18世紀時，巴達維亞居民仍按原籍族群劃分（如巽他、爪哇、馬來、安汶、布吉-望加錫、阿拉伯或華人），這在巴達維亞的人口普查記錄中有明確記載。不同族群聚居於特定的「甘榜」（村落），因此在今日雅加達仍保留如甘榜馬來、甘榜峇里、望加錫、安汶等具族群特色的地名。這些族群在18-19世紀期間逐漸融合，直至19世紀末20世紀初才形成自稱「巴達維」的族群——指說克里奧爾馬來語、融合馬來、爪哇、巽他、阿拉伯及華人文化的混血族群。「巴達維」作為民族類別首次出現於1930年巴達維亞人口普查。巴達維族擁有不同於周邊巽他族與爪哇族的獨特文化與語言，以音樂和飲食傳統著稱。

## 語言

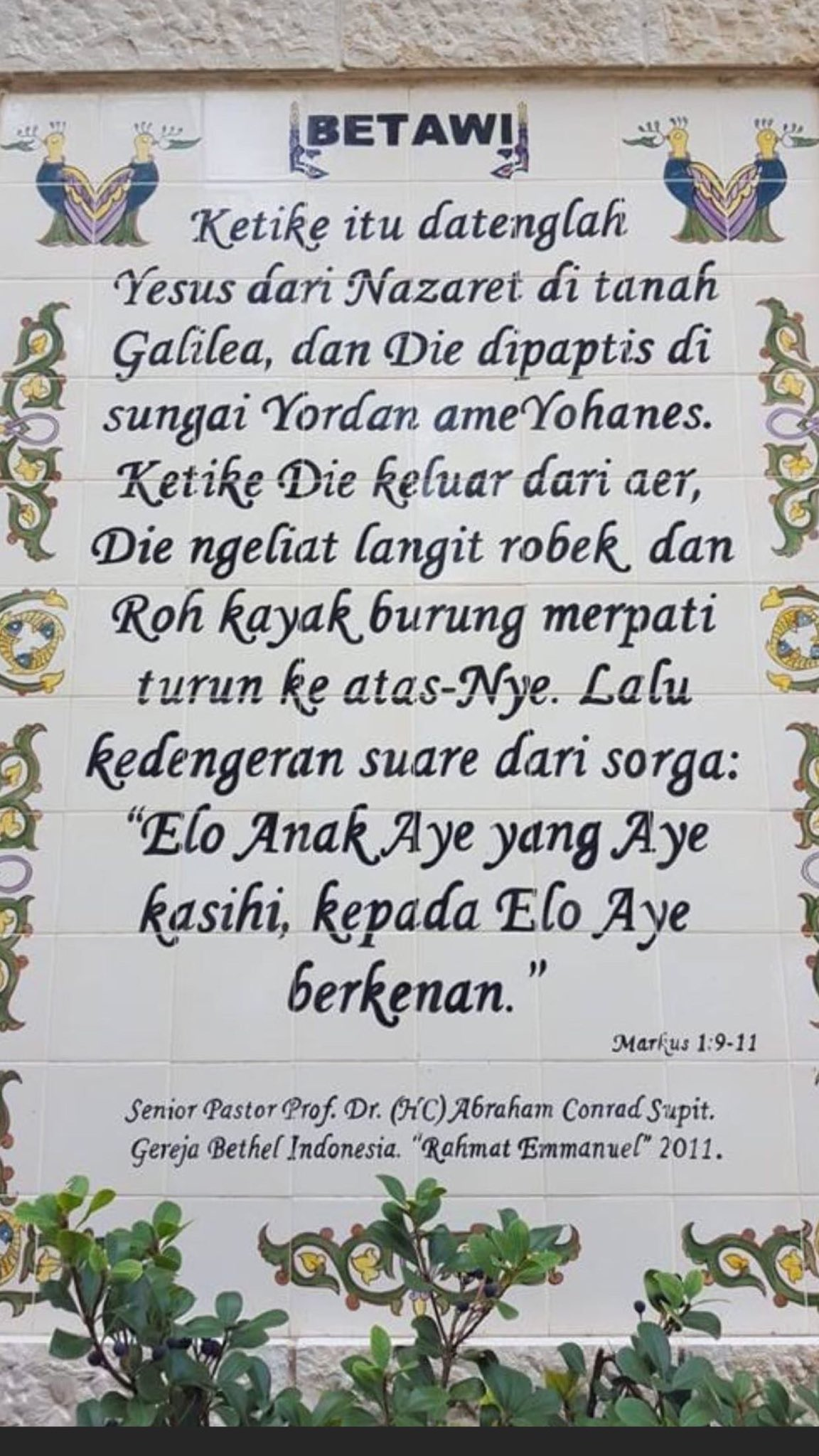
巴達維語

巴達維語（又稱巴達維馬來語）是一種馬來克里奧爾語，曾是爪哇北岸公路地區唯一通行的馬來方言（該地區其他方言主要為爪哇語，部分地區使用馬都拉語和巽他語）。其詞彙包含大量閩南語、阿拉伯語及荷蘭語借詞。如今巴達維語已成為印尼流行的非正式語言，也是印尼俚語的重要基礎，成為該國最普及的語言之一。

## 社會組織
由於歷史上在原生地長期處於邊緣地位，巴達維人成立多個社團組織以維護權益，著名者包括巴達維團結論壇（FBR）、巴達維子弟交流論壇（Forkabi）及巴達維家族聯誼會（IKB）。這些組織作為草根運動，旨在提升多從事非正規經濟的巴達維人議價能力。部分組織規模龐大，例如截至2021年，Forkabi在雅加達都會區擁有50萬成員。

## 宗教信仰
巴達維人宗教信仰比例
絕大多數巴達維人信奉遜尼派伊斯蘭教。佩卡隆甘伊斯蘭國立學院的Fachry Ali教授認為，伊斯蘭教是巴達維文化與認同形成的核心要素，兩者密不可分。伊斯蘭元素體現在巴達維社會多個層面，例如巴達維團結論壇（FBR）將組織精神概括為「三S原則」：禮拜（Sholat）、武術（Silat）與宗教學校'Sekolah）。許多外國學者觀察到，巴達維人在書寫中常強調其穆斯林身份。蒙納士大學的Susan Abeyasekere指出，多數巴達維人信奉正統伊斯蘭教。

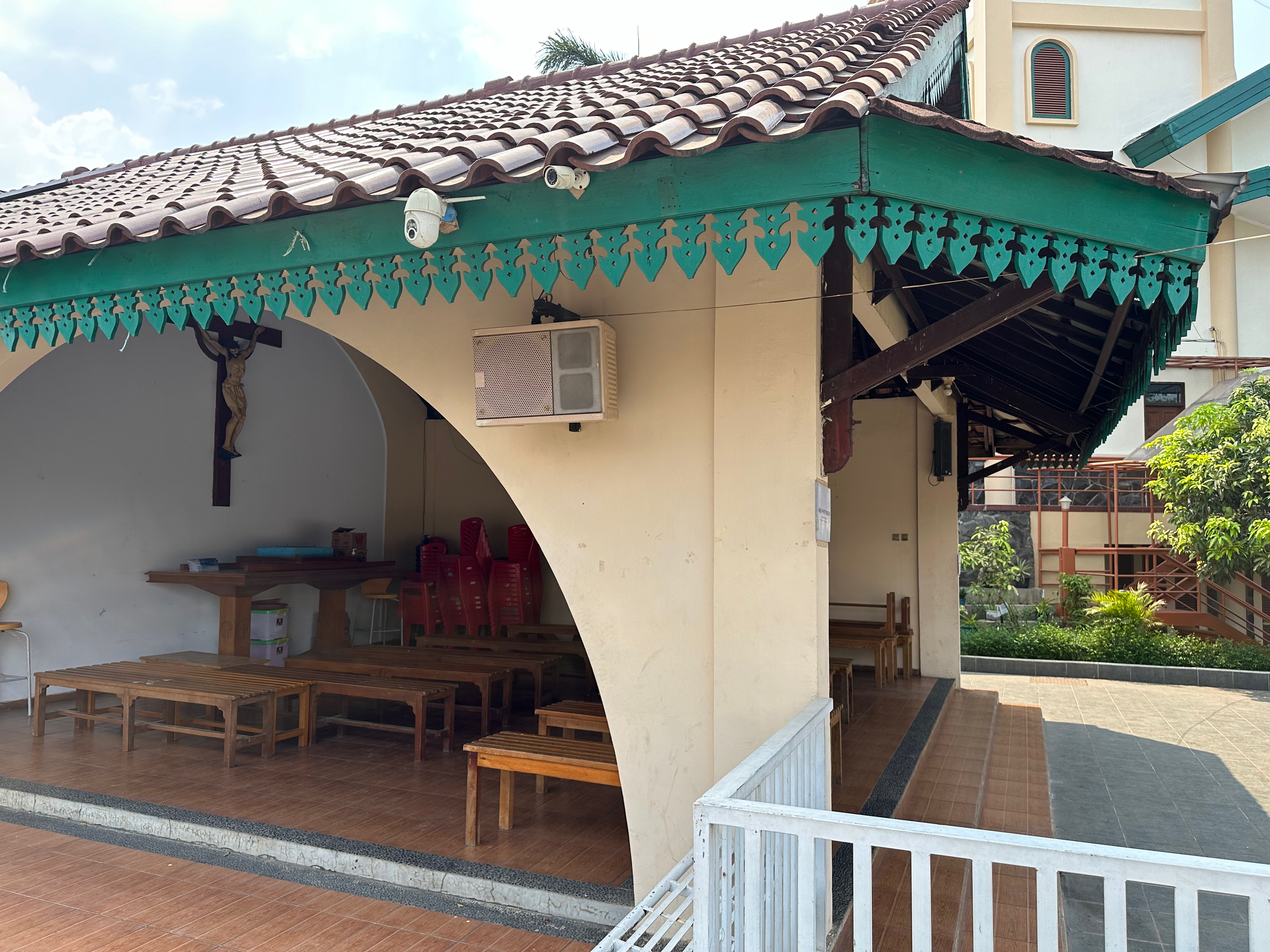
勿加泗的巴達維教堂

部分巴達維人信仰基督教，其中有些自稱是與當地人通婚的葡萄牙人馬迪克爾人後裔，主要聚居於北雅加達的古坡區。雖然當代巴達維文化常被視為穆斯林文化，但其根源還包含葡萄牙基督教與華人娘惹文化。近年出現關於巴達維文化定義的爭論，主流巴達維組織被批評只包容穆斯林巴達維，而邊緣化古坡基督教巴達維與文登佛教中國城社群等非穆斯林元素。
Meester Anthing最早將基督教傳入勿加泗甘榜沙哇的巴達維社區，創立融合神秘主義、巴達維文化與基督教的甘榜沙哇新教會。1895年該社區分裂為三派：西甘榜沙哇的Guru Laban派、東甘榜沙哇的Yoseh派，以及被新教會除名後轉投雅加達主教座堂改信天主教的Guru Nathanael派。源自Guru Nathanael群體的勿加泗甘榜沙哇聖塞爾瓦提烏斯教堂，在彌撒中使用巴達維語與文化元素，此做法也見於當地其他教堂。

## 文化

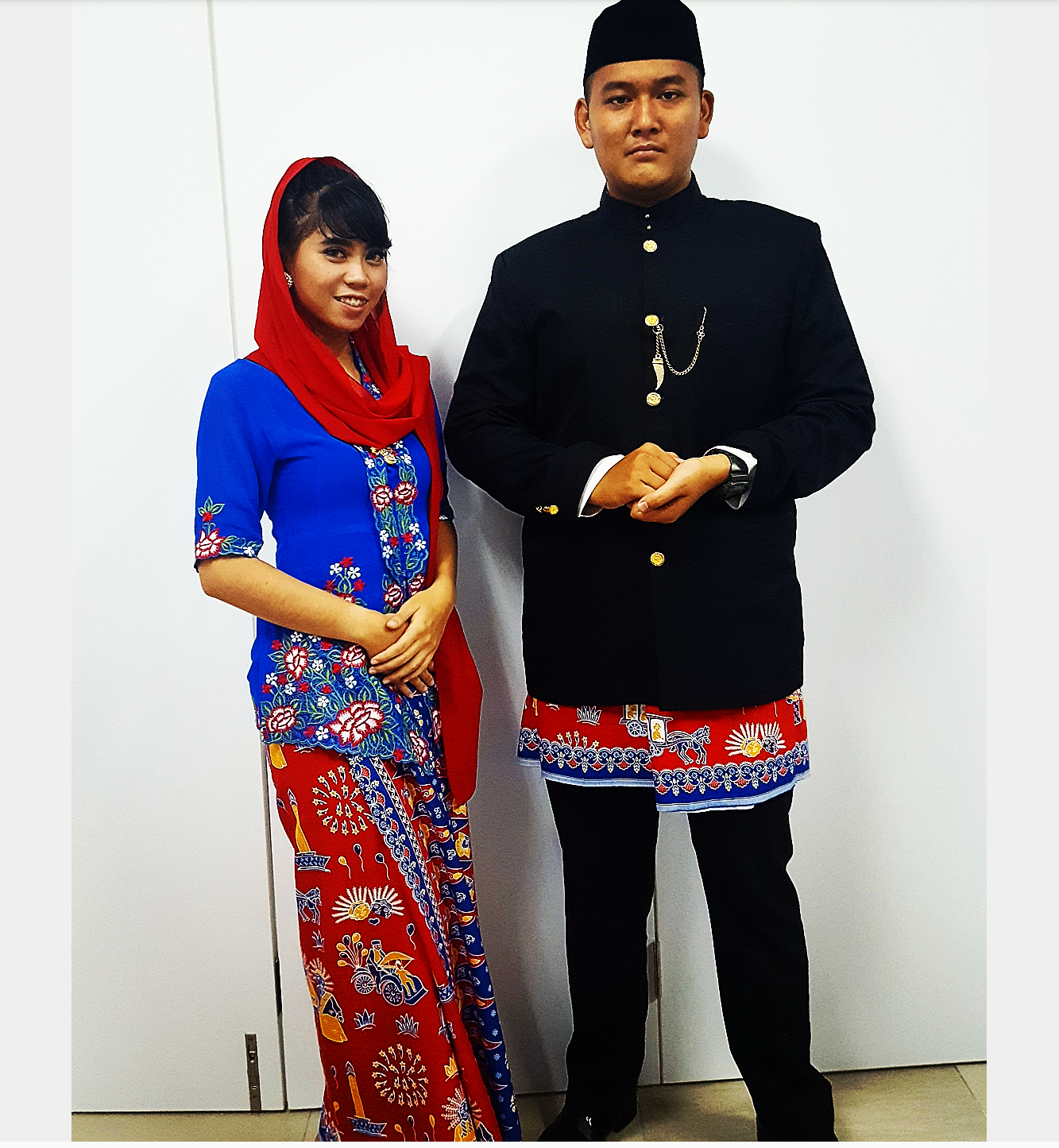
巴達維傳統服飾：男性穿「Ujung Serong」（又稱「Baju Demang」），女性穿娘惹卡巴雅

巴達維文化藝術呈現多元歷史影響，如音樂受葡萄牙與華人文化影響，舞蹈則融合巽他、爪哇與華人元素。與「巴達維文化正被強勢的爪哇/巽他文化邊緣化」的普遍認知相反，由於移民採納雅加達在地文化，加上市政府推動將巴達維文化作為城市象徵，該文化正持續發展。巴達維方言常見於電視節目與肥皂劇。

### 建築

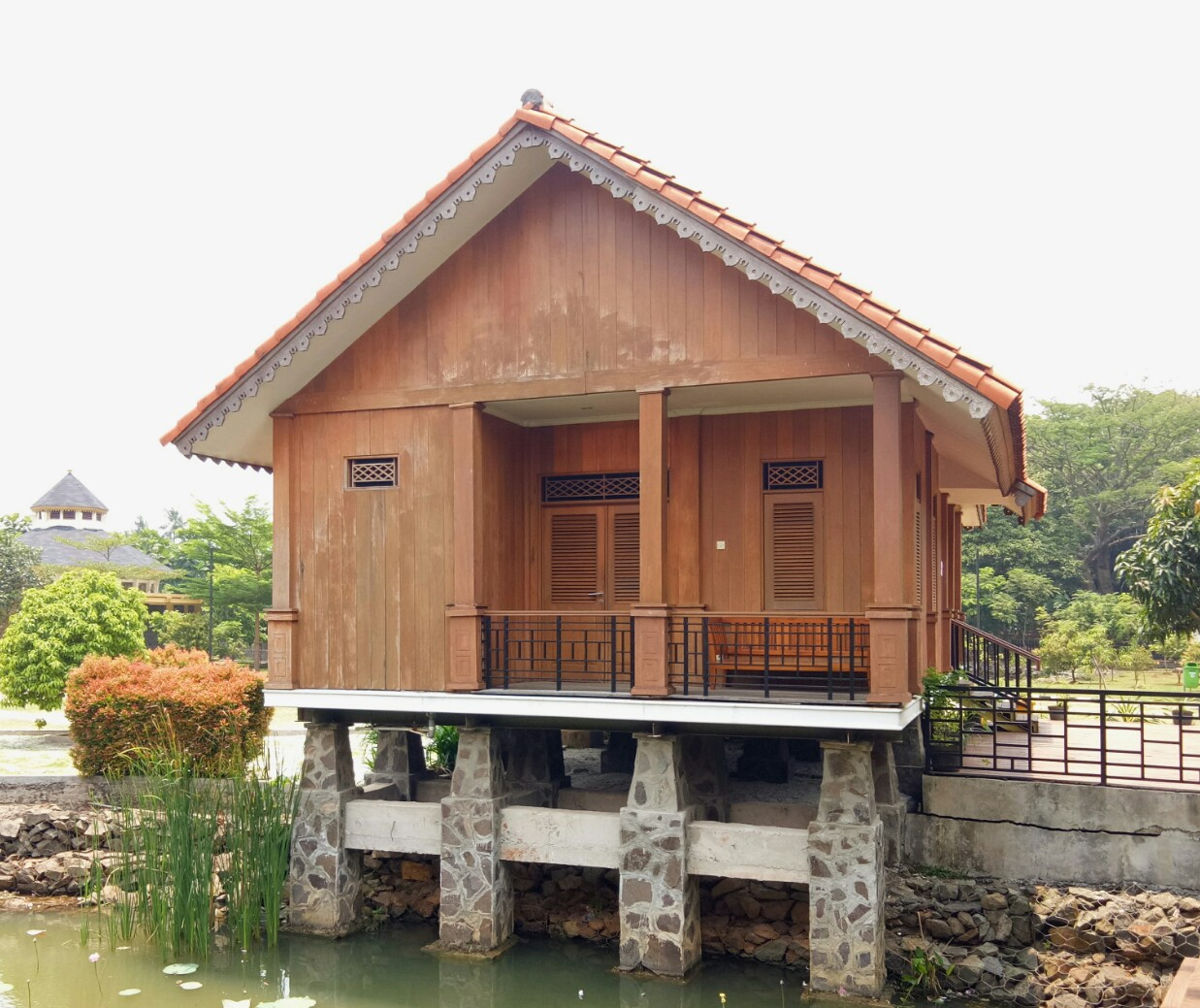
巴達維娘惹屋傳統建築

傳統上巴達維人並非居住於巴達維亞城牆內歐式「gedong」或華人店屋的都市居民，而是聚居於周邊種滿果樹的「甘榜」。隨雅加達人口日益稠密，這些傳統村落多已轉變為夾雜在高樓與主幹道間的密集都市聚落，較完整的傳統村落僅存於市郊，如雅加達南部與德博交界處的色都巴卡坎地區。傳統巴達維房屋可見於雅加達東部與南部的康德特、色都巴卡坎等地。

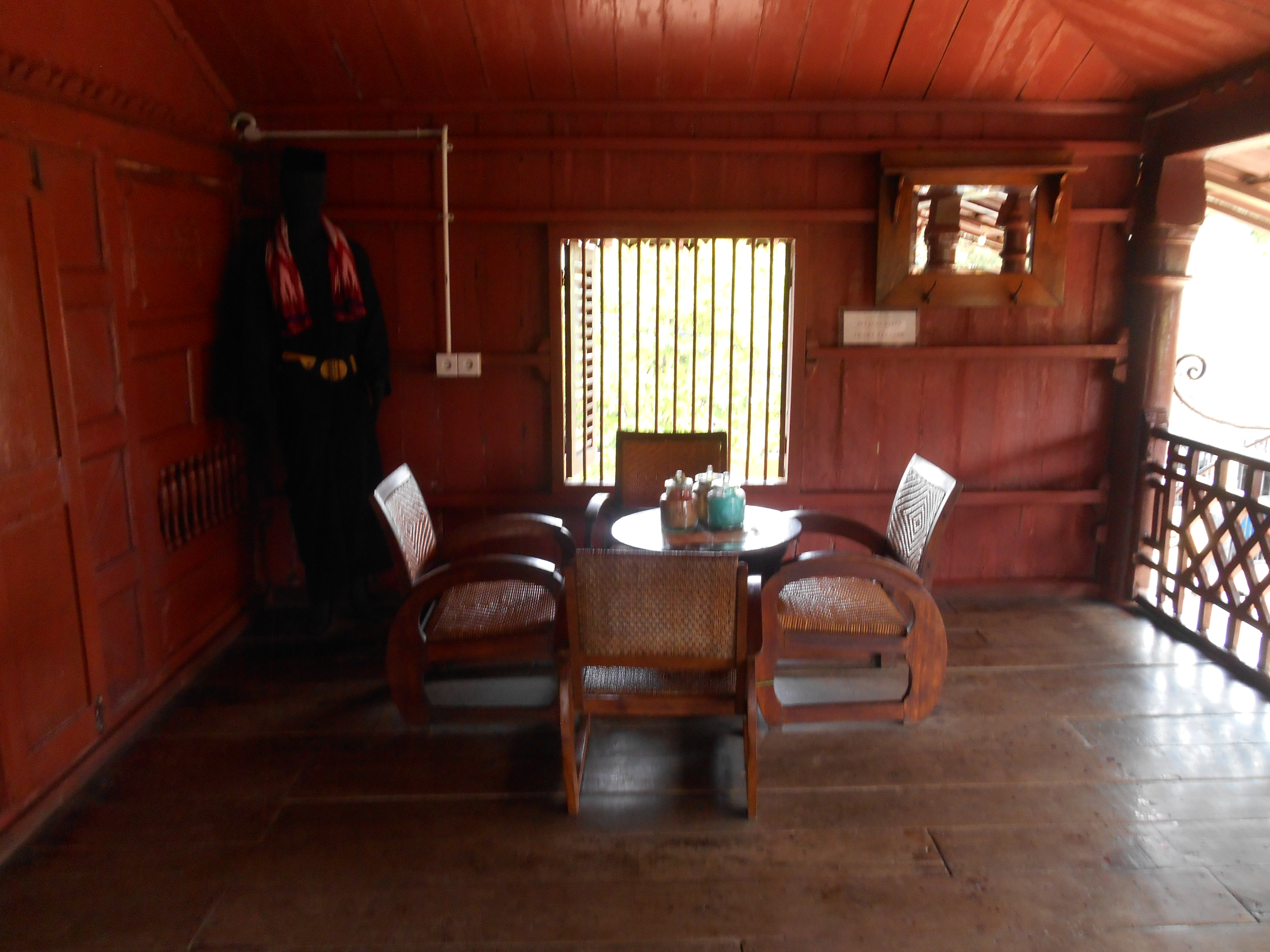
馬倫達比東屋內部

北雅加達馬倫達沿海地區的巴達維傳統房屋採用高腳屋形式，這種適應潮汐與洪水環境的建築可能受馬來與布吉人傳統民居影響。歷史上馬來與布吉移民多聚居沿海從事貿易或漁業，如今千島群島仍有布吉漁民村落群。保存完好的巴達維高腳屋範例是位於北雅加達芝靈津馬倫達的比東屋。
巴達維房屋主要有三種樣式：娘惹屋（rumah kebaya）、倉庫式屋（rumah gudang）與爪哇風格的懸山頂屋（rumah joglo）。除懸山頂屋外，多數採用山牆屋頂，特有裝飾「蚱蜢齒」（gigi balang）是在屋簷下安裝一排木製瓦片。另一特色是設有「langkan」（帶框開放式前廊）作為接待客人的戶外生活空間。

### 音樂

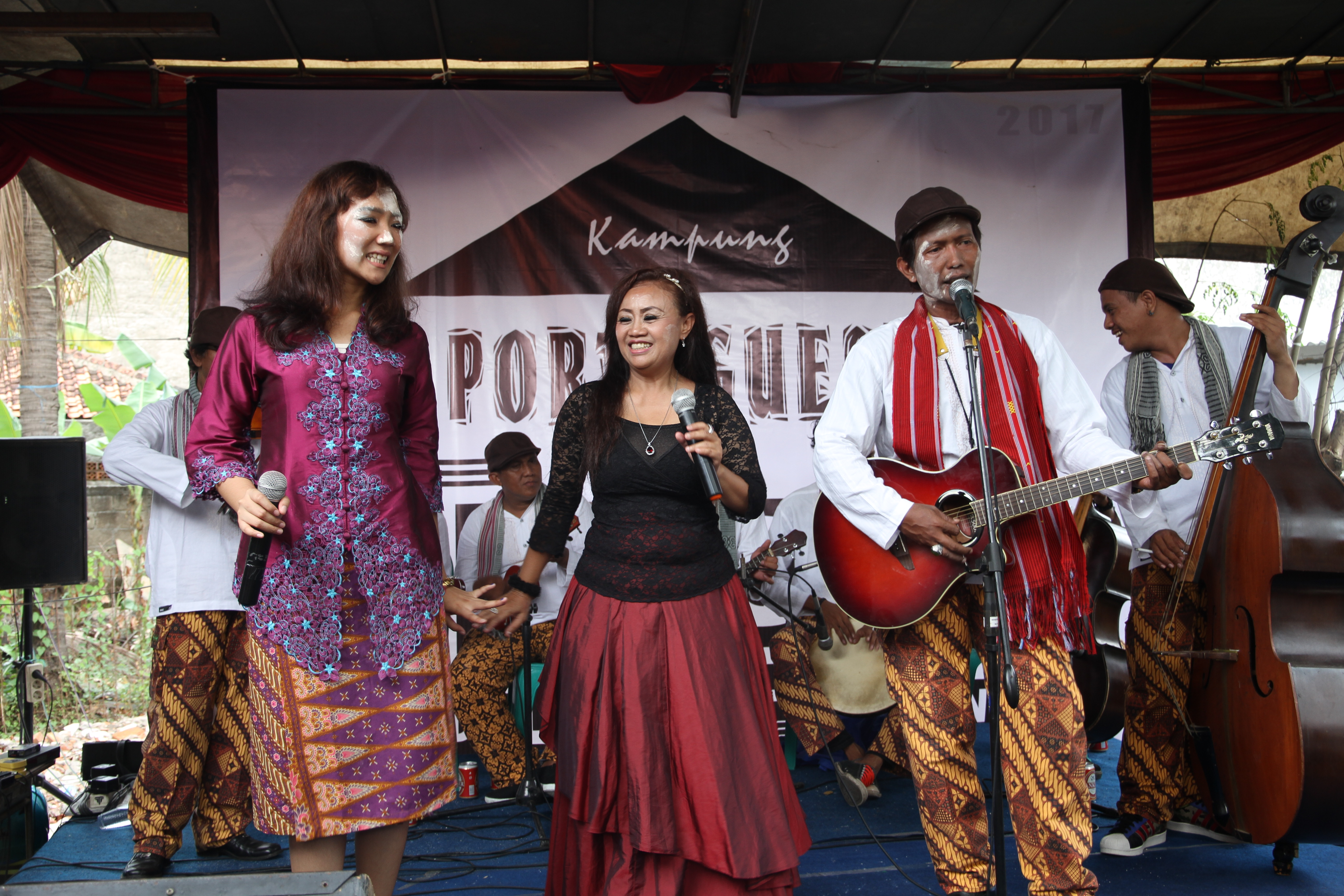
克隆鐘古樂

甘邦格羅蒙與丹尼多爾音樂，以及克馬約蘭克隆鐘音樂，源自北雅加達古坡區葡萄牙馬迪克爾人的克隆鐘音樂。傳統巴達維歌曲如《Si Jali-jali》廣為人知。

### 舞蹈與戲劇

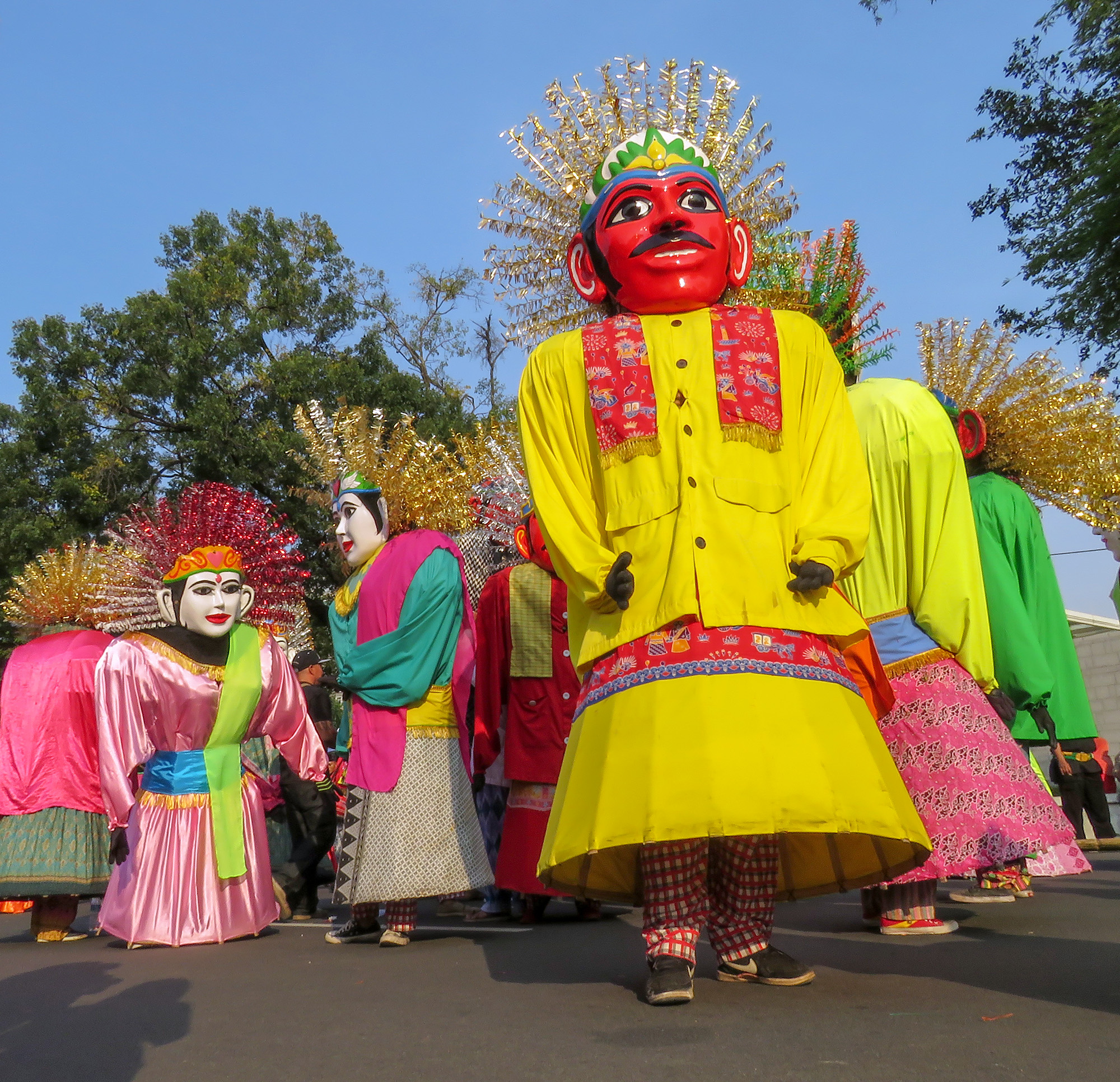
翁德翁德傀儡

大型竹製面具傀儡「翁德翁德」類似華人-峇里風格的巴龍蘭當與巽他風格的巴達旺面具舞蹈。傳統舞蹈服飾展現華人與歐洲影響，動作則如源自巽他札賓舞與華人風格的雅朋舞，以及巴達維面具舞等。
巴達維流行民間戲劇蘭農戲，題材取自都市傳說、外來故事與日常生活。

### 儀式

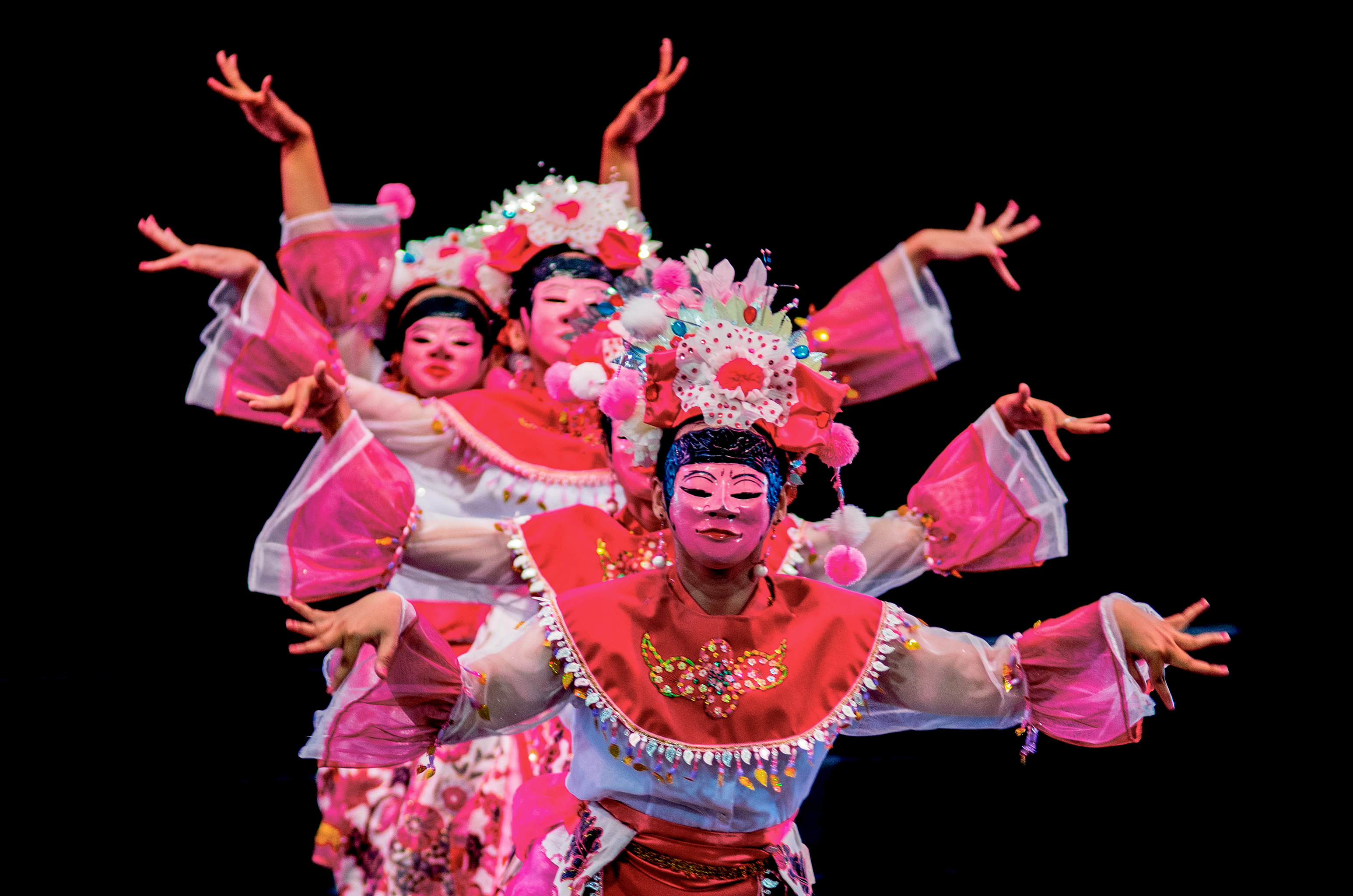
巴達維面具舞

Mangkeng是重要集會（尤其是婚禮）中由村莊薩滿（稱Pangkeng）主持的儀式，旨在祈求好運與避免降雨。
巴達維婚禮中的「palang pintu」（門欄）儀式會展演巴達維武術，這是新郎隨從與新娘方「村莊勇士」的套路對打，最終以新郎方獲勝並獲准進入新娘家作為結局。新娘禮服展現華人文化影響，新郎服飾則受阿拉伯風格影響。婚禮中使用鞭炮的習俗源自華人文化，而贈送鱷魚麵包（roti buaya）的傳統可能來自歐洲。其他慶典包括穆斯林割禮與巴達維開齋節。

### 武術

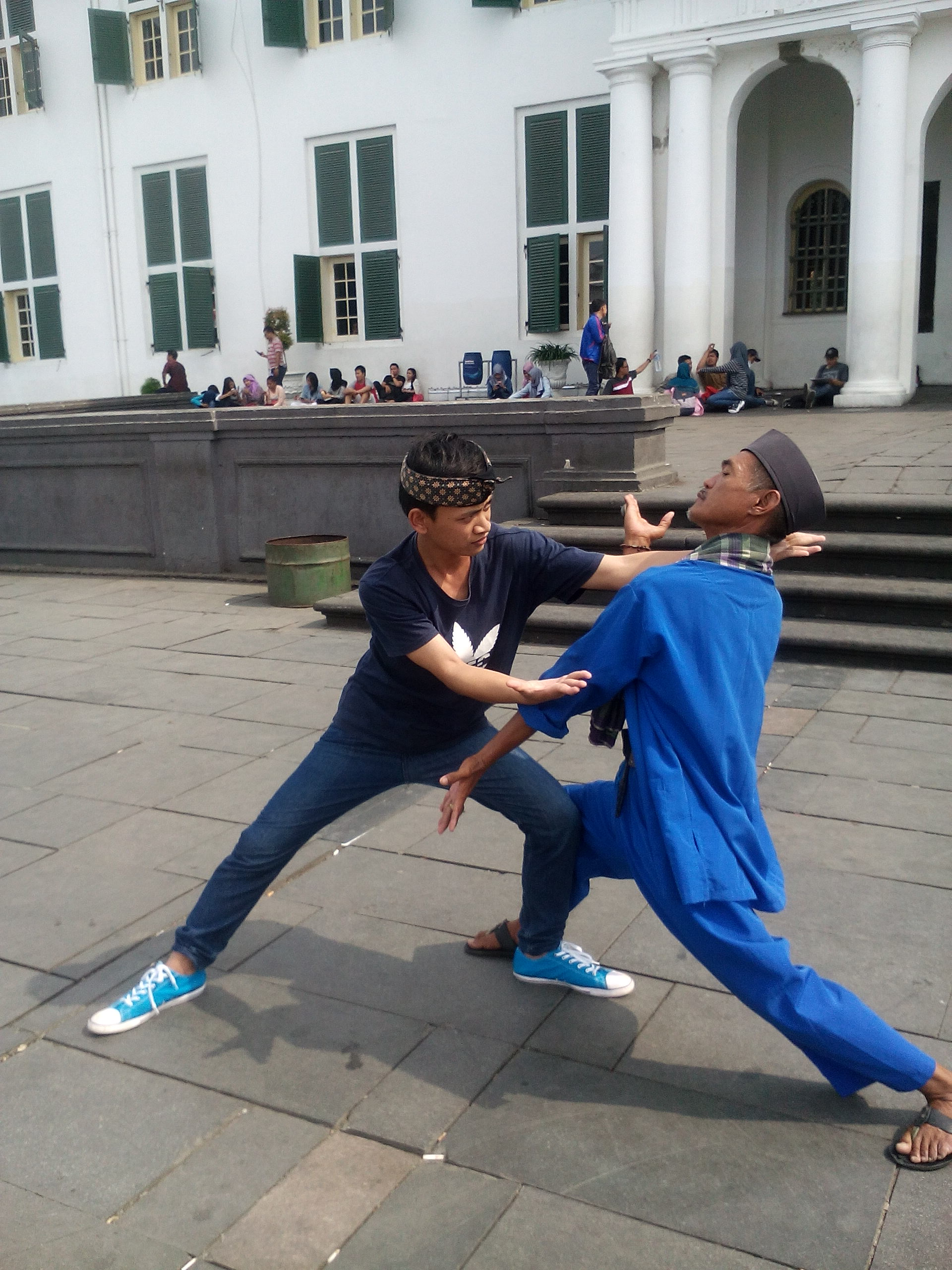
哥打老城的巴達維武術表演

巴達維武術是該族群的傳統格鬥技，過去較少為人熟知，近年因《突襲》等武術電影流行而受關注。這種武術根植於殖民時期反抗當局的「jagoan」（意為「硬漢」或「地方英雄」）文化——被荷蘭人視為暴徒，但受本土原住民尊崇。巴達維方言稱其武術為「maen pukulan」（意為「擊技」），與巽他語maen po相關。著名流派包括貝克西與京克里，其中貝克西以近距離格鬥與少用腿部攻擊為特點，是大雅加達地區最普及的流派之一。

### 飲食
作為港口城市的產物，巴達維飲食融合數百年來影響雅加達的各國烹飪傳統，主要受娘惹菜、馬來菜、巽他菜與爪哇菜影響，部分元素來自印度、阿拉伯與歐洲菜系。代表性菜餚包括巴達維索多、牛蹄索多、椰漿飯、雞蛋煎餅、香草飯、阿昔南、克多柏、羅惹、臭豆燜醬、亞參蔬果湯、加多加多等。

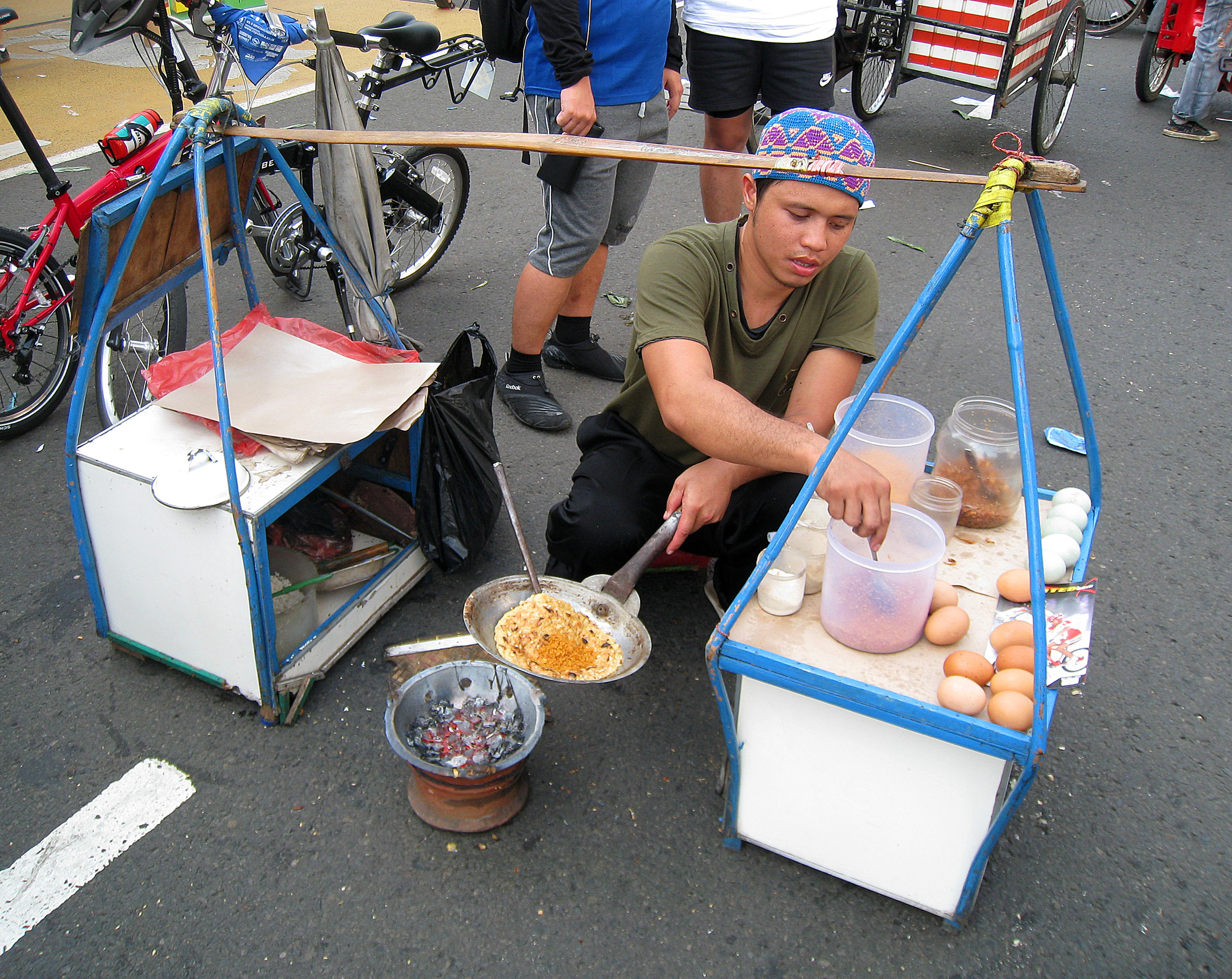
雞蛋煎餅
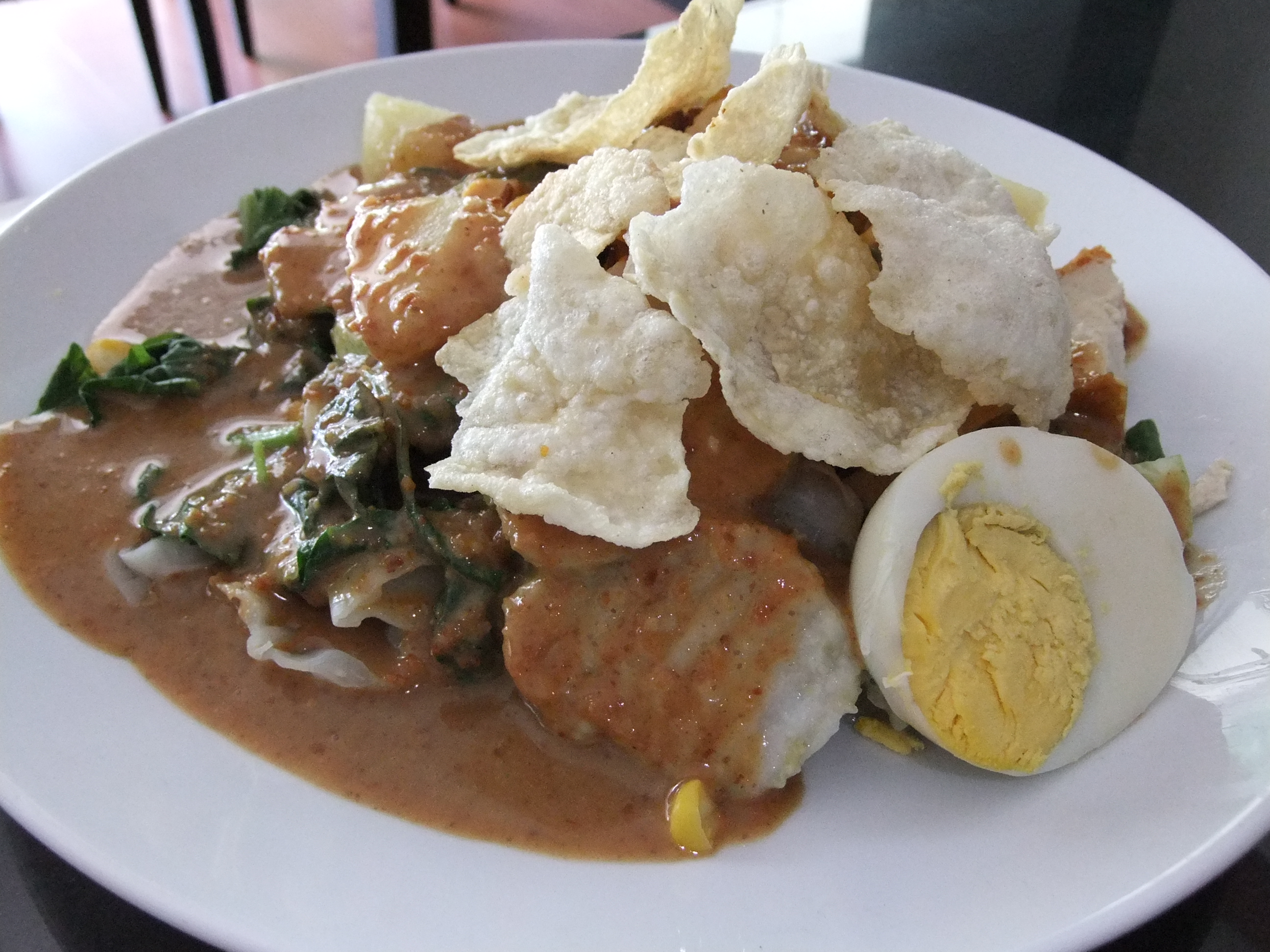
加多加多
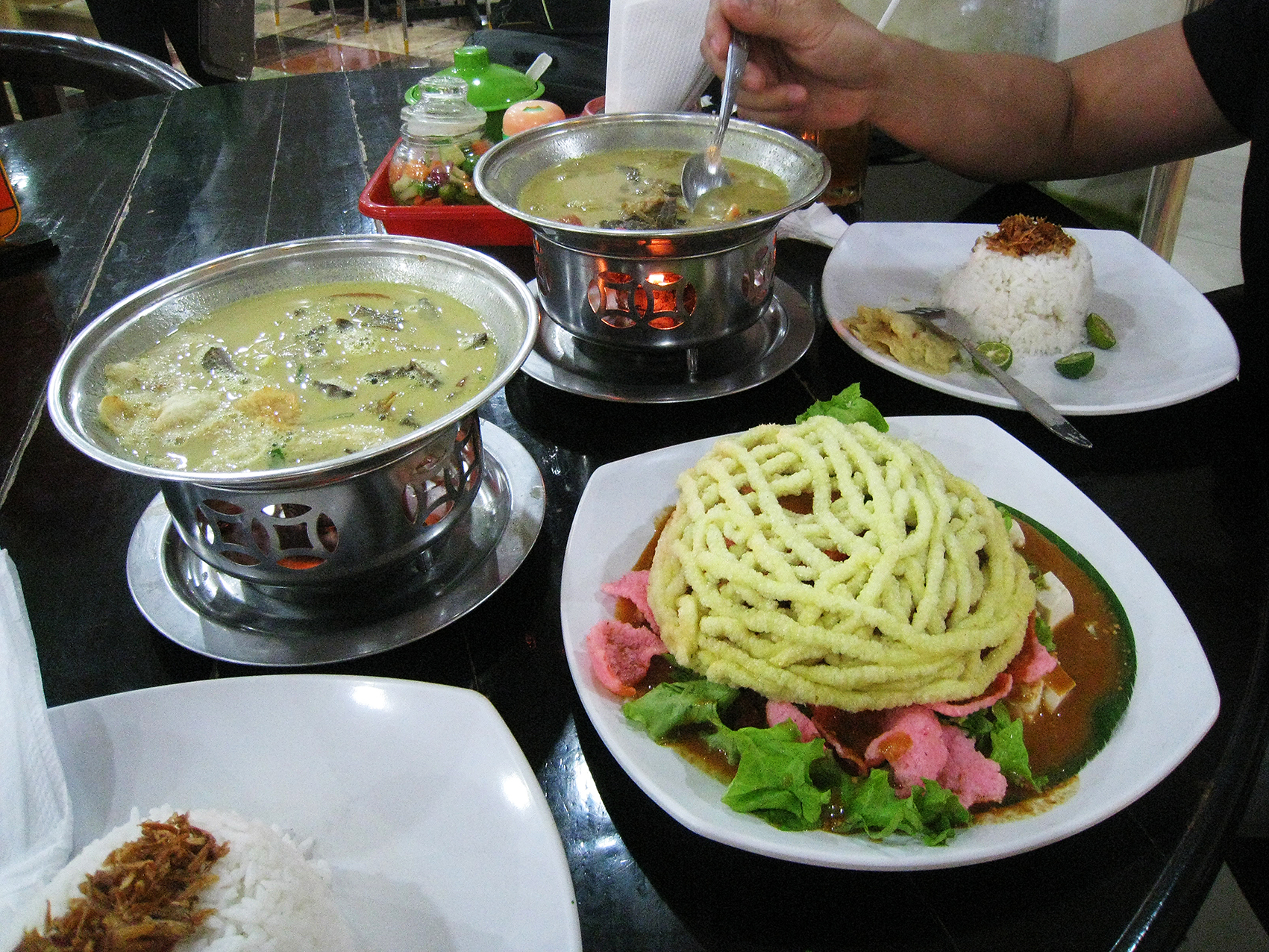
巴達維索多與阿昔南
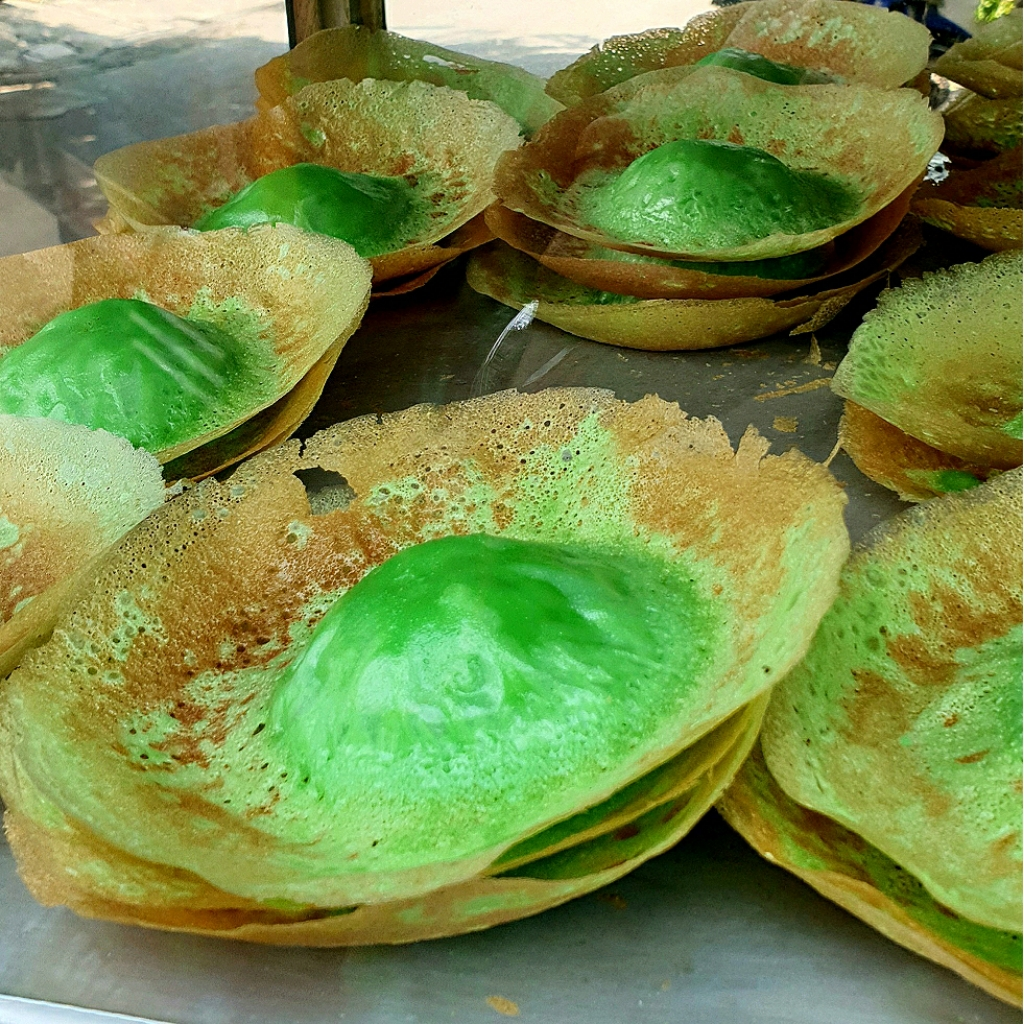
阿佩糕（又稱德德糕）
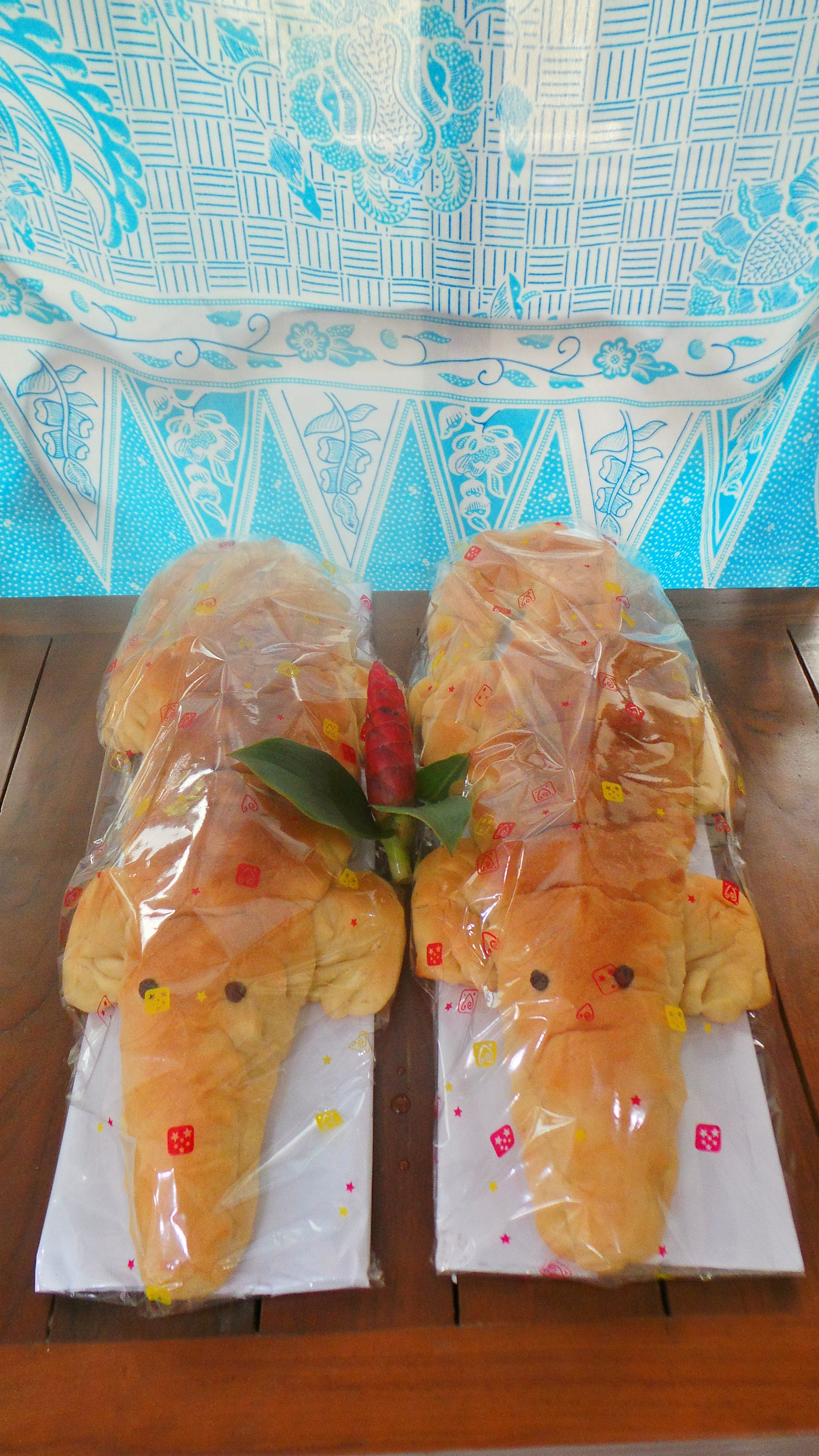
鱷魚麵包

## 著名人物
- 比東，傳奇俠盜
- 穆罕默德·胡斯尼·塔姆林，印尼國家英雄
- 班尼明·蘇艾布，傳奇喜劇演員、歌手
- 伊瑪目·沙菲宜，軍事人物、前安全部長
- 伊斯邁爾·馬祖基，作曲家
- 福齊·博沃，2007–2012年雅加達省長
- 再努丁·M·Z，全國性伊斯蘭傳教士
- 蘇利亞達瑪·阿里，政治人物
- 歐瑪斯瓦蒂，演員
- 姆波克·諾麗，喜劇演員
- 茱莉亞·佩雷斯，演員、歌手
- 蘇利亞·薩普特拉，演員、歌手、模特兒
- 伊科·烏艾斯，演員、武術家
- 阿尤·婷婷，歌手
- 艾曼·維查克索諾，新聞主播
- 阿斯米蘭達·贊特曼，演員、歌手

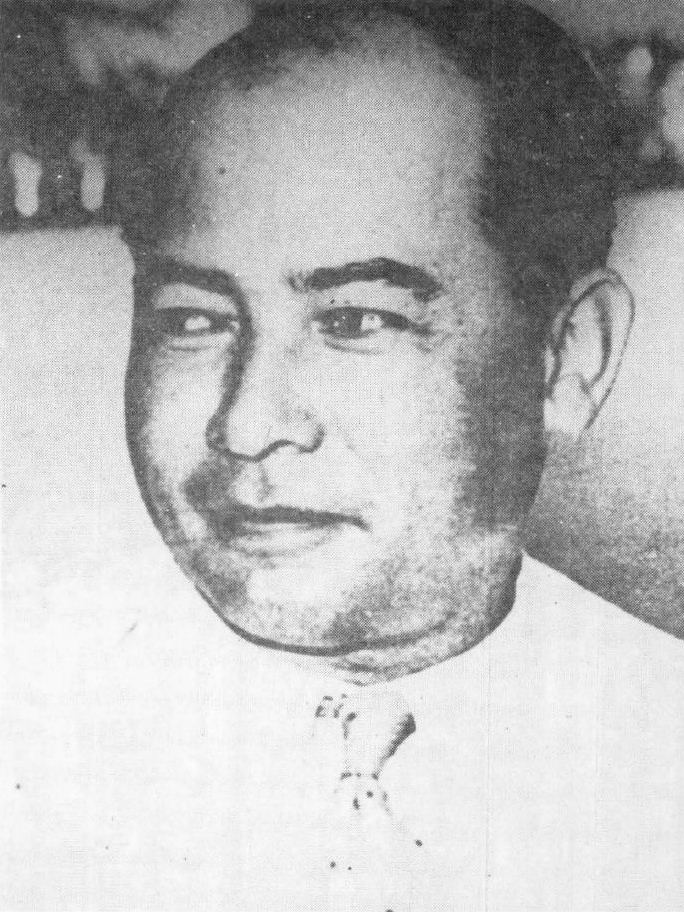
穆罕默德·胡斯尼·塔姆林，雅加達出身的印尼國家英雄

- 弗朗西斯卡·加布里埃拉·德薇·雷澤，演員、主持人

## 書目
- Castles, Lance The Ethnic Profile of Jakarta, Indonesia vol. I, Ithaca: Cornell University April 1967
- Guinness, Patrick The attitudes and values of Betawi Fringe Dwellers in Djakarta, Berita Antropologi 8 (September), 1972, pp. 78–159
- Knoerr, Jacqueline Im Spannungsfeld von Traditionalität und Modernität: Die Orang Betawi und Betawi-ness in Jakarta, Zeitschrift für Ethnologie 128 (2), 2002, pp. 203–221
- Knoerr, Jacqueline Kreolität und postkoloniale Gesellschaft. Integration und Differenzierung in Jakarta, Frankfurt & New York: Campus Verlag, 2007
- Saidi, Ridwan. Profil Orang Betawi: Asal Muasal, Kebudayaan, dan Adat Istiadatnya
- Shahab, Yasmine (ed.), Betawi dalam Perspektif Kontemporer: Perkembangan, Potensi, dan Tantangannya, Jakarta: LKB, 1997
- Wijaya, Hussein (ed.), Seni Budaya Betawi. Pralokarya Penggalian Dan Pengem¬bangannya, Jakarta: PT Dunia Pustaka Jaya, 1976

## 外部連結
- 雅加達旅遊局製作的巴達維舞蹈教學影片
- 巴達維風格基督教音樂影片《天父上帝》
- 《對抗遺忘：誰是雅加達原住民？》專題片